# Пляжный бездельник
«Пляжный бездельник» (англ. The Beach Bum) — комедия режиссёра Хармони Корина. В главных ролях: Мэттью Макконахи и Снуп Догг. Вышел в прокат США 29 марта 2019 года.

## Сюжет
Фильм расскажет о поэте по кличке Лунный Пёс, который пишет сборник стихов, но не может его завершить в силу регулярных неприятностей, которые с ним случаются из-за его пристрастия к алкоголю, наркотикам и женщинам..

## В ролях
| Актёр            | Роль         |
| ---------------- | ------------ |
| Мэттью Макконахи | «Лунный Пёс» |
| Снуп Догг        | Лингери      |
| Айла Фишер       | Минни        |
| Стефания Оуэн    | Хизер        |
| Мартин Лоуренс   | капитан Уак  |
| Зак Эфрон        | Фликер       |
| Джона Хилл       | Льюис        |
| Джимми Баффетт   | сам себя     |
| Джо Мари Пэйтон  | судья        |
| Лиа Ван Дейл     | Саманта      |
| Клинтон Арчамбо  | адвокат      |
| Джерри Асчьоне   | бездомный    |

## Критика
Фильм получил средние оценки кинокритиков. На сайте Rotten Tomatoes у него 54 % положительных рецензий на основе 84 отзывов. На Metacriticе — 55 баллов из 100 на основе 30 рецензий.